# Heptagenia dalecarlica
Heptagenia dalecarlica är en dagsländeart som beskrevs av Simon Bengtsson 1912. Heptagenia dalecarlica ingår i släktet Heptagenia, och familjen forsdagsländor. Arten är reproducerande i Sverige.